# Badminton
Badminton – 2- lub 4-osobowa dyscyplina sportowa, konkurencja olimpijska od 1992 roku.

## Wstęp

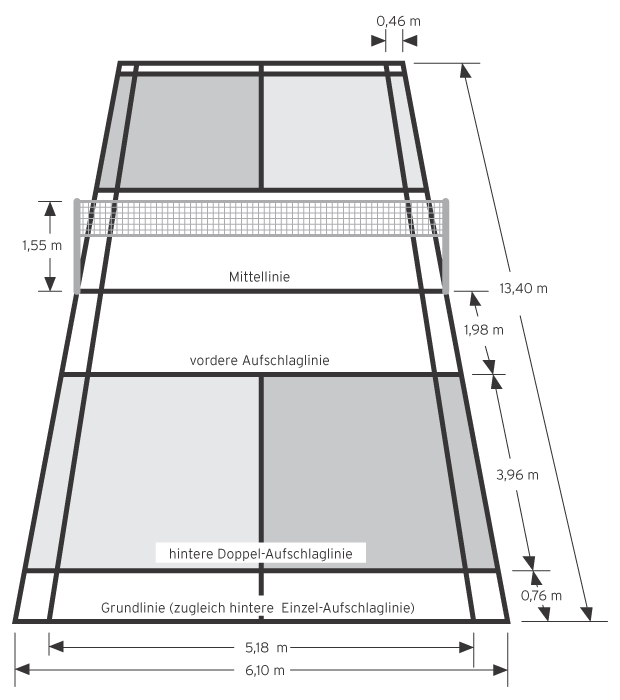
Wymiary kortu

Gra polega na przebijaniu nad siatką lotki za pomocą rakietek; gra rozgrywana jest na punkty na boisku o długości 13,40 m i szerokości 6,10 m w deblu lub 5,18 w singlu; linie wyznaczają pola serwisowe i odbioru (pole odbioru w grze podwójnej jest o 0,76 m krótsze); siatka o szerokości 76 cm zawieszona jest na wysokości 1,55 m przy słupkach i 1,524 m na środku; lotka o masie od 4,74 g do 5,50 g wykonana jest z korka pokrytego warstwą skóry i 16 piórek naturalnych lub z materiałów syntetycznych. Klasyczny mecz składa się z setów rozgrywanych do 21 punktów (wymagana jest przewaga dwóch punktów: jeżeli strony osiągną wynik 29:29, to seta wygrywa strona zdobywająca 30 punktów). Gra kończy się, gdy jeden z zawodników lub jedna z drużyn wygrywa dwa sety.

## Historia
Trudno jest jednoznacznie określić genezę badmintona na świecie. W pozostałościach dawnej cywilizacji azteckiej i chińskiej spotyka się rysunki, przedstawiające grę przypominającą badminton, co świadczy o tym, iż w różnej postaci ta forma aktywności fizycznej była znana od wielu tysięcy lat prawie na wszystkich kontynentach. 
Nazwa gry pochodzi od nazwy angielskiej posiadłości (Badminton House) VIII księcia Beaufort, leżącej w hrabstwie Gloucestershire niedaleko Bristolu, która nazywała się właśnie Badminton. To tam około roku 1870 odbył się pierwszy pokaz gry opartej na podbijaniu rakietką lotki wykonanej z korka i piór z zastosowaniem reguł zbliżonych do współczesnych. Po kilku latach przyjęto jednolity zbiór przepisów gry, w których do dzisiaj niezmienne pozostały długość i szerokość boiska (w rzeczywistości były to wymiary salonu, w którym odbył się pierwszy pokaz) oraz wysokość siatki. Z biegiem czasu gra stawała się coraz bardziej popularna. Zyskała sympatię nie tylko w gronie amatorów, lecz także i profesjonalistów. Z tego to właśnie powodu powołano Międzynarodową Federację Badmintona (MFB).
Na świecie badminton najbardziej popularny jest w krajach wschodniej Azji (Chiny, Japonia, Korea itd.) oraz w Danii. W Europie, oprócz Danii, jego główne ośrodki znajdują się w Wielkiej Brytanii, Niemczech i Szwecji.
Odbywające się co roku Mistrzostwa świata w badmintonie po raz pierwszy zostały rozegrane w szwedzkim Malmö w 1977 roku. Oprócz indywidualnych mistrzostw świata rozgrywane są również drużynowe mistrzostwa mężczyzn (Thomas Cup) oraz kobiet (Uber Cup).

## Badminton na Igrzyskach Olimpijskich

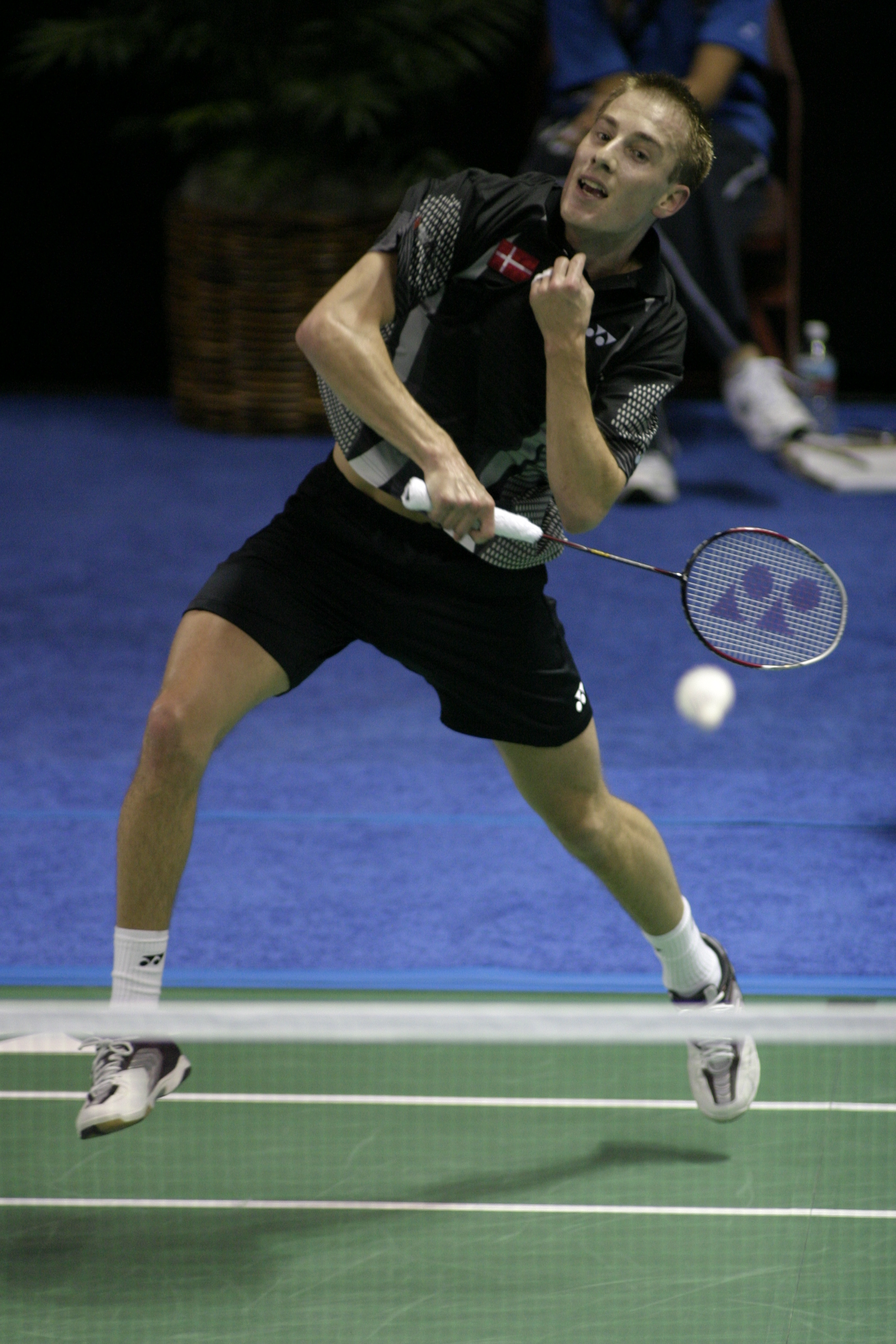
Peter Gade – duński badmintonista

Olimpijska kariera badmintona rozpoczęła się w roku 1988 na Letnich Igrzyskach Olimpijskich w Seulu, gdzie grę potraktowano pokazowo. [por. Badminton na letnich igrzyskach olimpijskich] Badminton bardzo szybko stał się modny i już na Igrzyskach w Barcelonie w 1992 roku włączono go do programu jako dyscyplinę medalową. Do zdobycia były wtedy tylko dwa medale – złoty i srebrny. Możliwość zdobycia brązu pojawiła się dopiero w Atlancie w 1996 roku. W Atenach badminton rozgrywany był w pięciu konkurencjach: 
- gra pojedyncza kobiet,
- gra pojedyncza mężczyzn,
- gra podwójna kobiet,
- gra podwójna mężczyzn,
- gra mieszana.

## Badminton w Polsce

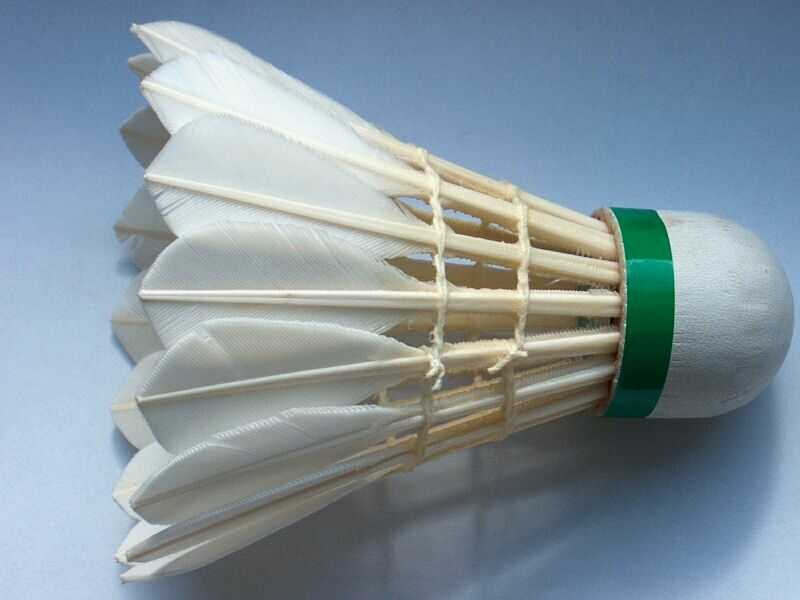
Lotka z piórek naturalnych

W Polsce rozwój badmintona przypada na lata 70. XX wieku. Już w pierwszej połowie lat siedemdziesiątych XX wieku była rozgrywana w Akademickim Ośrodku Sportowym przy Politechnice Gdańskiej, przez  studentów uczelni. 7 listopada 1977 r. powstał Polski Związek Badmintona.